# Phormosoma placenta
Phormosoma placenta is een zee-egel uit de familie Phormosomatidae.
De wetenschappelijke naam van de soort werd in 1872 gepubliceerd door Charles Wyville Thomson.